# Remoção de favelas no Reino Unido

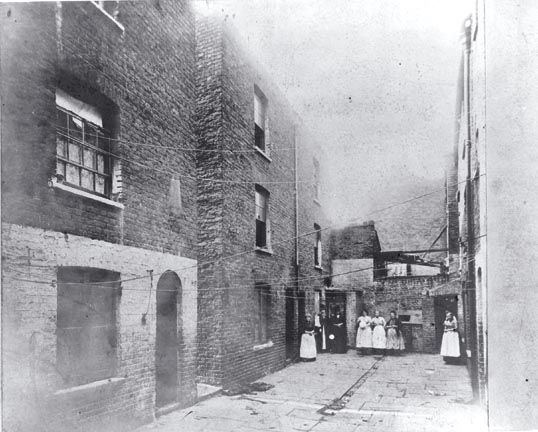
Boundary Street em Londres, parte da favela Old Nichol

A remoção de favelas no Reino Unido tem sido usada como uma estratégia de renovação urbana para transformar assentamentos de baixa renda e má reputação em outro tipo de desenvolvimento ou habitação. As primeiras desocupações em massa ocorreram nas cidades do norte do país. A partir de 1930, esperava-se que as câmaras municipais preparassem planos para remover favelas, embora o progresso tenha estagnado no início da Segunda Guerra Mundial.
A desocupação de favelas foi retomada e aumentada após a guerra, enquanto a década de 1960 assistiu ao maior número de projectos de renovação de casas levados a cabo pelas autoridades locais, particularmente em Manchester, onde foi relatado que cerca de 27% "podem" ter sido impróprias para habitação humana, embora a maioria eram estruturas sólidas bem construídas que poderiam ter sido reformadas ou reaproveitadas. Habitações, igrejas, escolas e bares que formavam comunidades unidas foram devastadas, com famílias dispersas por outras áreas. No final da década, uma lei habitacional de 1969 proporcionou incentivo financeiro às autoridades e aos proprietários para melhorar o parque habitacional existente e prolongar a vida de muitas propriedades mais antigas. Em 1985, a Inglaterra e o País de Gales tinham mais de 1,5 milhões de casas declaradas impróprias ou demolidas ao longo de um período de 30 anos, deslocando mais de 3,6 milhões de pessoas.
O governo de Tony Blair lançou em 2002 o programa Housing Market Renewal Initiative, com o objectivo principal de demolir habitações consideradas indesejáveis e substituí-las por novos empreendimentos. Também conhecido como programa Pathfinder, o esquema terminou em 2011, devido ao programa de austeridade dos Conservadores.

## Antecedentes
Desde o final do século XIX até à década de 1970, a desocupação de habitações em favelas foi vista como uma tarefa dispendiosa e com numerosos problemas, embora geralmente considerada uma necessidade para eventuais ganhos de um nível de vida mais elevado. Nos anos que se seguiram à Segunda Guerra Mundial, as áreas afectadas pela remoção de favelas foram geralmente substituídas por habitação social, enquanto muitas das casas mais novas tiveram atribuição prioritária dada àqueles que tinham perdido a sua casa anterior através da demolição. Em toda a Grã-Bretanha e noutros países desenvolvidos, a literatura histórica sobre habitação sugere que as políticas de eliminação de favelas e de renovação habitacional tiveram o efeito oposto do pretendido sobre as pessoas mais pobres da sociedade, a quem se destinavam a apoiar: novas habitações construídas para substituir favelas demolidas eram frequentemente demasiado caro para alugar às famílias mais pobres, que perderam as suas casas para dar lugar a novos empreendimentos, que normalmente eram ocupados pela classe trabalhadora superior.
No período que se seguiu à década de 1970, as opiniões começaram a mudar no sentido de que a remoção era pouco eficaz e demasiado dispendiosa, tanto em termos fiscais como em termos de desintegração das comunidades. Os programas de demolição ao longo do século XX tiveram sucesso na remoção do pior parque habitacional do país e ajudaram a melhorar a qualidade das casas disponíveis para os pobres e para a classe trabalhadora. Geralmente, nenhuma consideração do incidente ou impacto da desocupação habitacional foi feita antes da década de 2000.

## Início do século XX

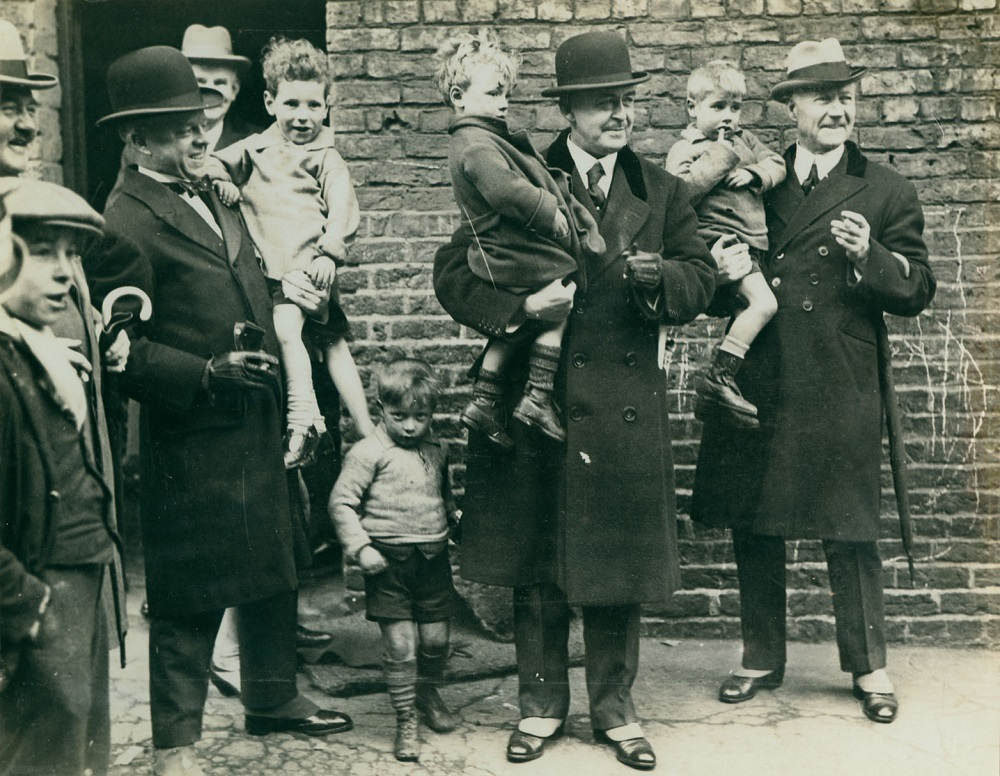
John Grantham, xerife de Newcastle, inspecionando áreas de remoção de favelas durante uma visita do Ministro da Saúde, 16 de outubro de 1925

Entre 1895 e 1918, Liverpool envolveu-se em desocupações de favelas em larga escala e, no processo, construiu mais casas do que qualquer autoridade fora de Londres. As novas habitações destinavam-se aos inquilinos deslocados pela demolição da sua antiga casa, embora nem todos os deslocados tenham sido realojados e apenas aqueles capazes de pagar a manutenção tenham recebido uma nova casa. Em Leeds, onde muitas desocupações de favelas consistiam em casas back-to-back, um estilo de casa geminada que difere das terraced houses por serem compostas por quatro unidades sobre um teto, lado-a-lado, costas-a-costas, e que eram geralmente incapazes de suportar quaisquer novos empreendimentos lucrativos que tivessem impacto na compensação do valor do local.
Embora tenham sido construídas novas habitações sociais, pouco foi feito para resolver o problema dos bairros de lata nos centros das cidades. As estratégias de limpeza foram usadas predominantemente durante o início do século 20 para reconstruir comunidades urbanas, como em relação à Housing Act 1930 (também conhecida como Lei Greenwood), que exigia que os conselhos preparassem planos de remoção de favelas e algum progresso foi feito antes do início da a Segunda Guerra Mundial. Até Fevereiro de 1932, foram declaradas 394 áreas de remoção em Inglaterra e no País de Gales, afectando 64.000 pessoas. Estimativas feitas em 1933 pelas autoridades locais na Escócia sugeriam que quase 62.000 novas casas precisavam ser construídas para substituir favelas demolidas, das quais se esperava que cerca de 90% fossem construídas dentro de um período de cinco anos. O secretário de Estado da Escócia, Godfrey Collins, acreditava que seria possível visualizar o fim das favelas escocesas até o final de 1938.
No final de 1936, em todo o Reino Unido, cerca de 25.000 pessoas que viviam em favelas eram realojadas a cada mês, totalizando cerca de 450.000 em agosto de 1936. Após a eclosão da Segunda Guerra Mundial, havia cerca de 1.300 propostas de ordens de remoção de favelas, de dos quais 103 foram confirmados em Janeiro de 1940, embora praticamente não tenha ocorrido nenhuma limpeza de habitações em favelas durante os 15 anos que se seguiram à eclosão da guerra.

## Meados do século XX
O esforço para limpar favelas foi retomado em 1955, especialmente em Manchester, onde 68 mil pessoas foram consideradas inaptas. Em 1957, a remoção de favelas estava bem encaminhada, de acordo com Henry Brooke, Ministro da Habitação e Governo Local, que afirmou que as casas condenadas ou demolidas haviam aumentado de 20.000 em 1954 para 35.000 em 1956, enquanto realojava mais de 200.000 pessoas em meados da década de 1950. Em 1960, 50 números de autorização das autoridades locais sugeriam problemas a longo prazo no tratamento dos favelas. 
Durante o período de 1955 a 1960, das estimadas 416.706 habitações consideradas impróprias, apenas 62.372 tinham sido desocupadas até 1960. A autoridade com o maior número de habitações impróprias foi Liverpool, com cerca de 88.000, seguida de perto por Manchester. Em março de 1963, Liverpool tinha desocupado apenas cerca de 10% das casas consideradas impróprias em 1955 e era uma das 38 classes de autoridades locais com problemas de desobstrução que exigiam atenção especial. De 1964 a 1969, 385.270 casas em Inglaterra foram demolidas ou condenadas durante programas de remoção de favelas. A eliminação de favelas acelerou durante a década de 1960: mais 10.000 favelas foram demolidas em 1968 do que em 1963.
Durante um discurso na Câmara dos Comuns em 1965, Alf Morris observou que 20% das habitações mais pobres do país estavam na região Noroeste. Em Manchester, muitas habitações foram consideradas inabitáveis, estimando-se que 54.700 habitações, representando 27,1% do total, eram impróprias para habitação. Cerca de três quartos das residências mais pobres da região estavam localizadas numa faixa de terra dominada por Manchester e Liverpool. O declínio da região foi notado em comparação com os comentários feitos pelo antiquário John Leland, que em 1538 descreveu a cidade de Manchester como "a cidade mais bela e melhor construída" que já tinha visto. Morris considerou que Manchester mostrou "mais vigor, coragem e compaixão" do que outras cidades no combate ao problema da habitação em favelas, com 4.000 casas demolidas em 1963 e 1964, em linha com as metas estabelecidas. Ao comparar a remoção de favelas empreendida por Manchester, Leeds, Birmingham, Liverpool, Sheffield e Bristol, os números sugeriam que, durante os cinco anos que terminaram em junho de 1965, Manchester estava à frente das outras cidades no número de casas demolidas ou compradas compulsivamente com o objetivo de demolir.
No final da década de 1960, a remoção de favelas e a subsequente destruição de comunidades causavam preocupações ao governo. A legislação da Housing Act 1969 foi introduzida para ajudar as autoridades a superar problemas com a remoção de favelas, introduzindo o conceito de áreas de melhoria geral, onde estavam disponíveis subsídios para melhoria. Estimava-se em 1970 que cerca de 5 milhões de pessoas viviam em casas condenadas.
Os critérios para determinar o tipo de casa que poderia ser definida como "favela" foram alterados no Housing Act 1969, sendo normalmente aplicados a casas impróprias para habitação e àquelas cujo custo de reparação é razoável. Em alguns casos, uma área de eliminação de favelas poderia ser declarada sem uma ação rápida, como em South Kilburn, onde 342 casas inadequadas foram identificadas em 1965, mas apenas 22 foram demolidas em 1970, com o deputado local Laurence Pavitt comentando que o problema habitacional era da maior importância para os seus eleitores.
Em Setembro de 1971, o National House Condition Survey estimou que cerca de 1,2 milhões de propriedades impróprias na Inglaterra e no País de Gales, das quais 700.000 (58%) se enquadravam em áreas existentes ou propostas para autorização. No início da década de 1970, os novos conjuntos habitacionais eram maioritariamente ocupados por residentes que tinham sido deslocados pela remoção de favelas ou por aqueles que eram considerados mais necessitados. No entanto, nem sempre foi assim. A construção de Byker Wall em Newcastle upon Tyne pretendia fornecer moradias sociais modernas para os residentes de Byker, uma área de moradias degradadas. Embora o novo empreendimento tenha ganhado muitos prêmios, menos de 20% dos 1.700 residentes originais de Byker foram alojados lá em 1976.

### Resultados

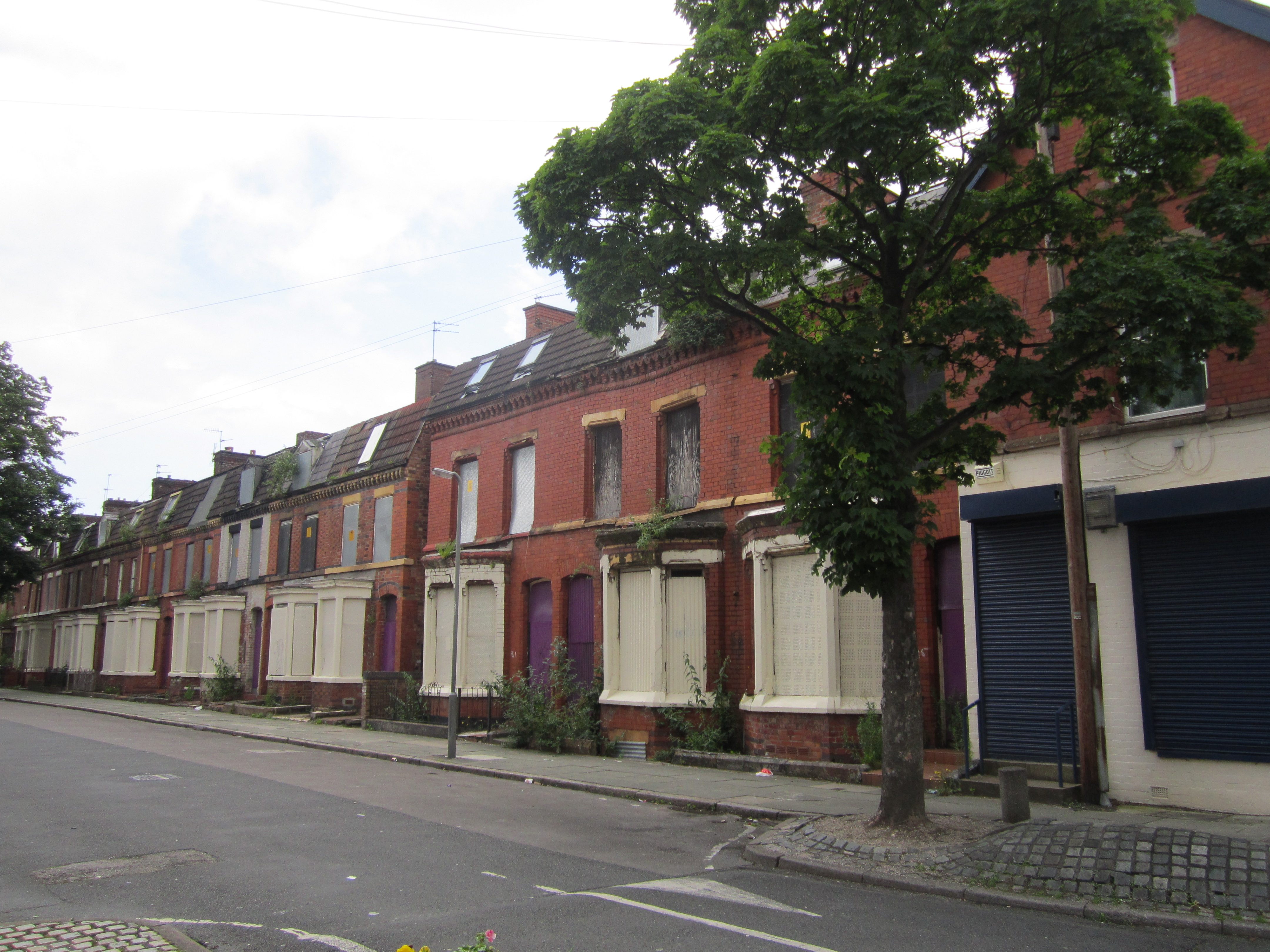
Beaconsfield Street em Liverpool, retratada em 2012, originalmente para ser demolida como parte da reforma habitacional. As casas já foram restauradas.

Dados do Ministério da Habitação e Governo Local (1951-1970) sugerem que as remoções ocorridos entre 1955 e 1985 resultaram na demolição de cerca de 1,5 milhões de propriedades e afetaram cerca de 3,7 milhões de pessoas, embora isto não tenha em conta as pessoas que abandonaram a área por sua própria escolha. Poucos estudos abrangentes foram realizados na altura sobre o efeito nas comunidades que foram desmembradas e reassentadas.

## ProgramaPathfinder
Em 2002, o governo trabalhista lançou o programa Housing Market Renewal Initiative, com o objetivo de demolir, reformar ou construir novas habitações, que funcionou até 2011. Conhecido como programa Pathfinder, áreas de habitação foram demolidas e substituídas por novas casas voltadas para aspirações. inquilinos, e não para residentes que anteriormente viviam na área. Áreas em Liverpool, como as Welsh Streets e as Welsh Streets, foram ameaçadas de demolição ao abrigo do programa, mas foram salvas e desde então foram regeneradas e modernizadas.